# Moda en Argentina

Montaje de la moda en Argentina, de izquierda a derecha: mujeres porteñas en 1820, combinando la indumentaria estilo Imperio de influencia francesa con mantillas de herencia española; señora porteña retratada en 1831, vistiendo el estilo típico de la época de Rosas, incluyendo las mangas abullonadas y el peinetón; una familia de clase trabajadora retratada en Buenos Aires en 1908; la actriz cinematográfica Mona Maris en 1930, encarnando el prototipo de la "joven moderna", versión local de la flapper estadounidense; publicidad de jeans de 1972, ejemplo de la "moda unisex" de la época; la banda pop Viuda e Hijas de Roque Enroll en 1986, parte de la cultura under surgida tras el retorno a la democracia; desfile en una edición c. 2017 de BAFWEEK, la semana de la moda de Buenos Aires.

La moda (del francés mode, y este del latín modus, "modo" o "medida") se trata de un conjunto de prendas de vestir y complementos que se basan en los usos, las costumbres y los gustos particulares, y que se utilizan durante un periodo determinado. 
En Argentina, la historia de la moda contemporánea ha estado fuertemente signada por las oleadas migratorias del siglo XX y, más tarde, por los medios masivos de comunicación.
Junto a Sao Paulo y Ciudad de México, la ciudad de Buenos Aires es considerada como una de las ciudades más fashion de Latinoamérica.

## Historia

### sigloXIX

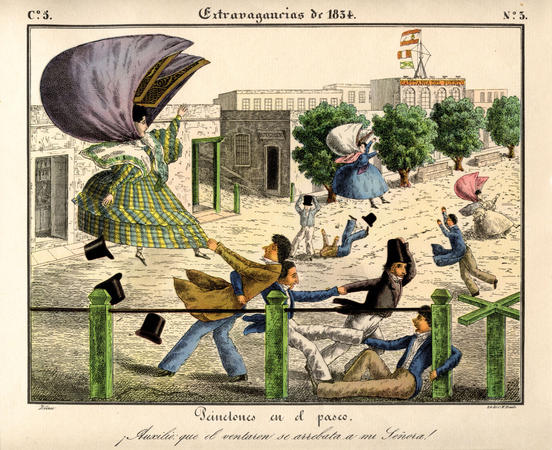
Derivado de la peineta española y tallado en carey o en asta, el peinetón fue entre 1832 y 1836 el último grito de la moda entre las porteñas. Esta litografía de César Hipólito Bacle satiriza su extravagamte tamaño.

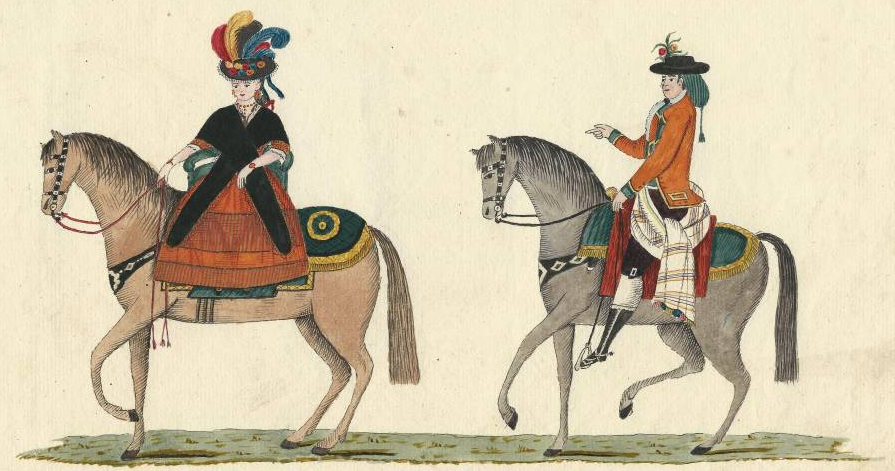
Paseo de Majo a la moda de Buenos Ayres, litografía de fines del.

Durante el periodo colonial, la moda en el Virreinato del Río de La Plata se basó en la imitación a las potencias hegemónicas europeas, fundamentalmente España y Francia. Si bien Buenos Aires estaba fuertemente ligada a España, la clase influyente de entonces copió los estilos parisinos. 
En 1837, cuando Argentina ya estaba consolidada como un Estado-nación, se fundó el periódico La moda, que divulgaba las distintas usanzas argentinas y en el cual escribía Juan Bautista Alberdi. Tiempo después, comenzaron a llegar modistas y sastres de España y Francia, y hacia mediados del siglo XIX ya se podían conseguir revistas como la española La moda elegante, que incluía moldes detallados e indicaciones precisas para confeccionar distintos tipos de prendas, bordados y manualidades. Es en Inglaterra donde tiene lugar entre 1750 y 1860 la Revolución Industrial; con este proceso surgen nuevas formas de vestir menos ostentosas. Esto se produce gracias al aumento de la población, que proporcionó mano de obra abundante y barata. Toda la economía se basaba en ese momento en la lana y en los tejidos de algodón que se fabricaban a partir de la materia prima recibida de Estados Unidos a cambio de esclavos africanos. Paralelamente al desarrollo industrial textil, aparecieron en Inglaterra nuevos tejidos de lana y algodón que convirtieron a Londres en el centro de la moda masculina. El acelerado desarrollo de la industria textil va a generar un fenómeno nuevo hasta entonces: la moda.
Entre 1845 y 1914, surgieron en el país modas reinventadas de estilos anteriores como el directorio, el burgués y el neo rococó. Esta selección de modelos pretende responder a la famosa frase de Coco Chanel:  «la moda pasa, pero el estilo perdura». Los cambios tecnológicos ocurridos a mediados del siglo XIX, como la invención de la máquina de coser en 1840, ponen a disposición de los diseñadores tecnologías y materiales novedosos que renovarían la vestimenta.

### sigloXX

#### La moda en los años 20
Durante los años veinte, la moda argentina "vaciló entre el disloque y el desenfado sin concretar ninguno de los dos términos." Por un lado, la vestimenta vernácula se inspiró en la influencia europea, mientras que el cinematógrafo estadounidense introdujo las "audaces vestimentas" de actrices como Pola Negri, Clara Bow y Norma Talmadge, aumentando las "exigencias de renovación por la que clamaban las mujeres." Las mujeres vestían vestidos camisa de talle muy bajo, sombreros cloche, adornos en bijouterie, medias bordadas y cabello corto al estilo "garçon".

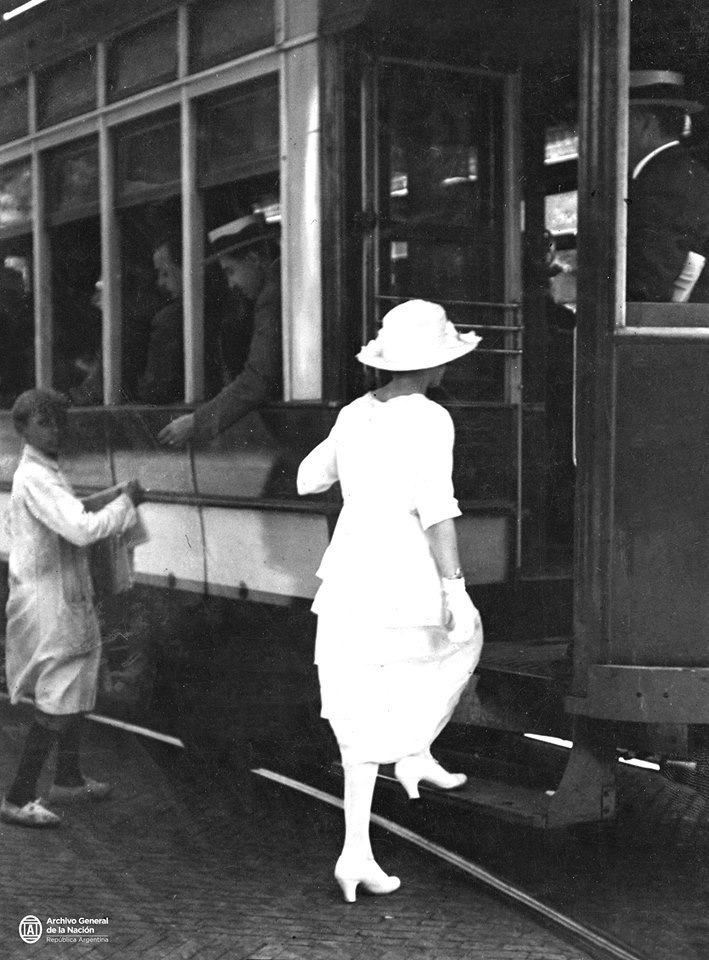
Pasajera subiendo al tranvía en Buenos Aires, circa 1920.
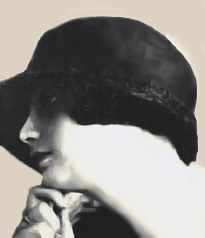
La actriz Celia Gámez luciendo un sombrero cloche, 1924.
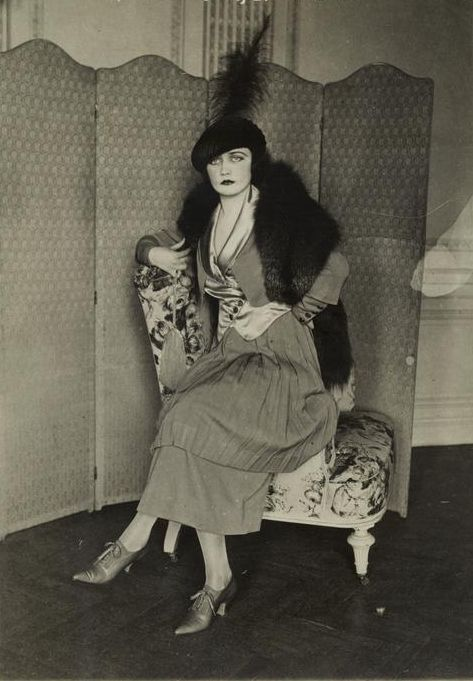
La modelo Pelegrina "Pele" Pastorino posando para el catálogo de Harrods Buenos Aires, 1925.
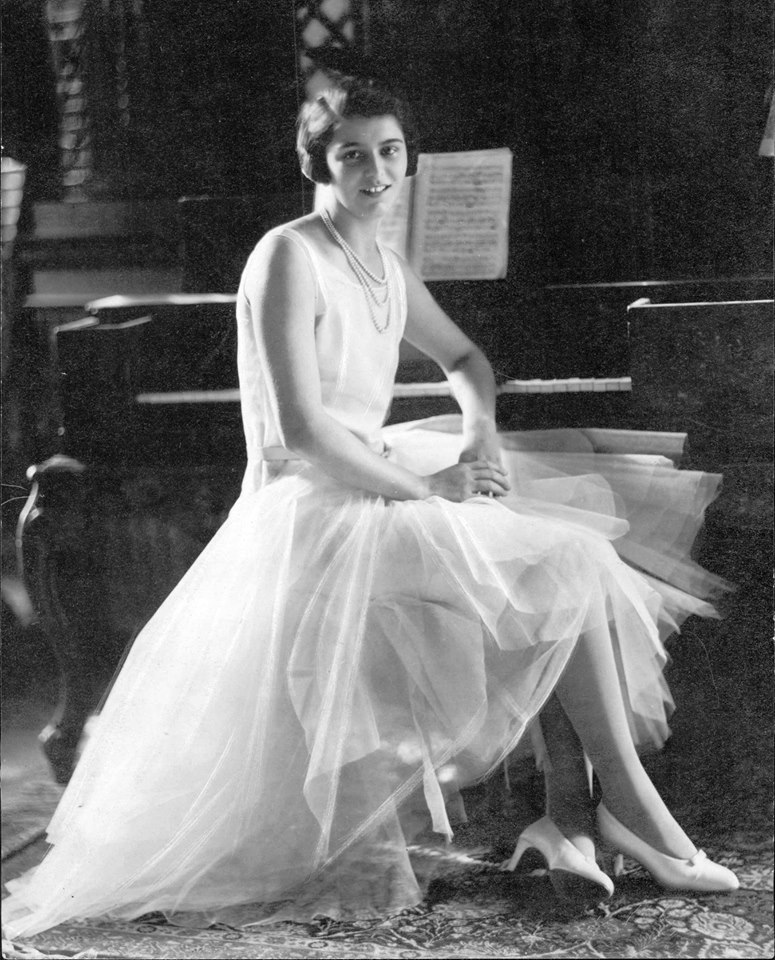
Retrato de Eloísa Urquiza y Anchorena, 1929.

#### Década de 1940 y 1950
La moda argentina de los años cuarenta era "dramática y teatral y las mujeres pasaron a ser chic con polleras rectas, tableadas, bolsillos aplicados, sacos de corte sastre, sombreros excéntricos, blusas de crepé de china, canutillos y azabache, pantalones pinzados con bocamanga, anteojos oscuros y zapatos con plataforma."
El conflicto entre la clase alta argentina y el primer peronismo se reflejó notoriamente en lo que eran "los dominios femeninos de la oligarquía: la moda en general y las casas de alta costura porteñas en particular."
Tras su gira por Europa de 1947, Eva Perón —ícono de la moda de la época— "volvió con un sentido de la moda exacerbado, se alejó del estilo ‘overdressed’, se despojó de lo excesivo", afirma Gabriel Miremont, curador del Museo Evita. Durante el viaje, se contactó con diseñadores como Christian Dior y Jacques Fath, donde crearon un maniquí con sus medidas para realizar trajes a medida. Eva introdujo el New Look de Dior a la Argentina, cambiando las faldas tubo por vestidos con volumen inspirados en las formas de las flores. Dior llegó a decir que "a la única reina que vestí es a Eva Perón". Al igual que en gran parte del mundo occidental, el New Look dominó la moda argentina de fines de los cuarenta y de los años cincuenta, con talleres nacionales replicando a la perfección los modelos de Dior y otras casas francesas.
A causa de la crisis económica de la posguerra de la Segunda Guerra Mundial, la juventud de la época tuvo acceso a trabajos y una relativa independencia. Los hombres de negocios advirtieron que estos jóvenes se encontraban por primera vez con dinero pero sin una identidad que los diferenciara de los adultos, y así los adolescentes ingresaron en el mercado de la moda.

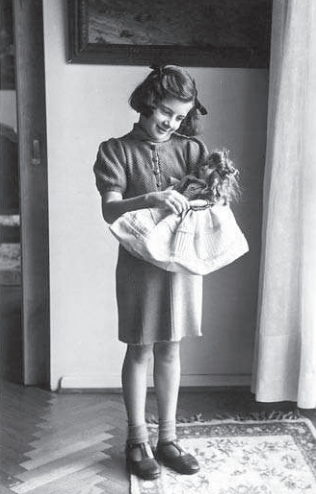
Una niña jugando con su muñeca Marilú, c. años 1940.
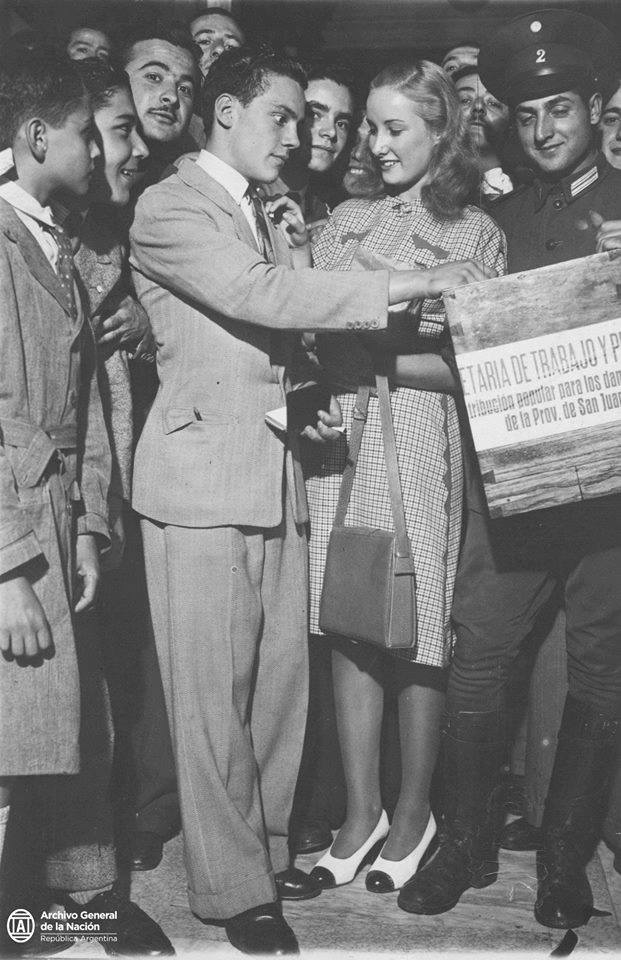
La actriz Mirtha Legrand participando en una colecta por el terremoto de San Juan, 1944
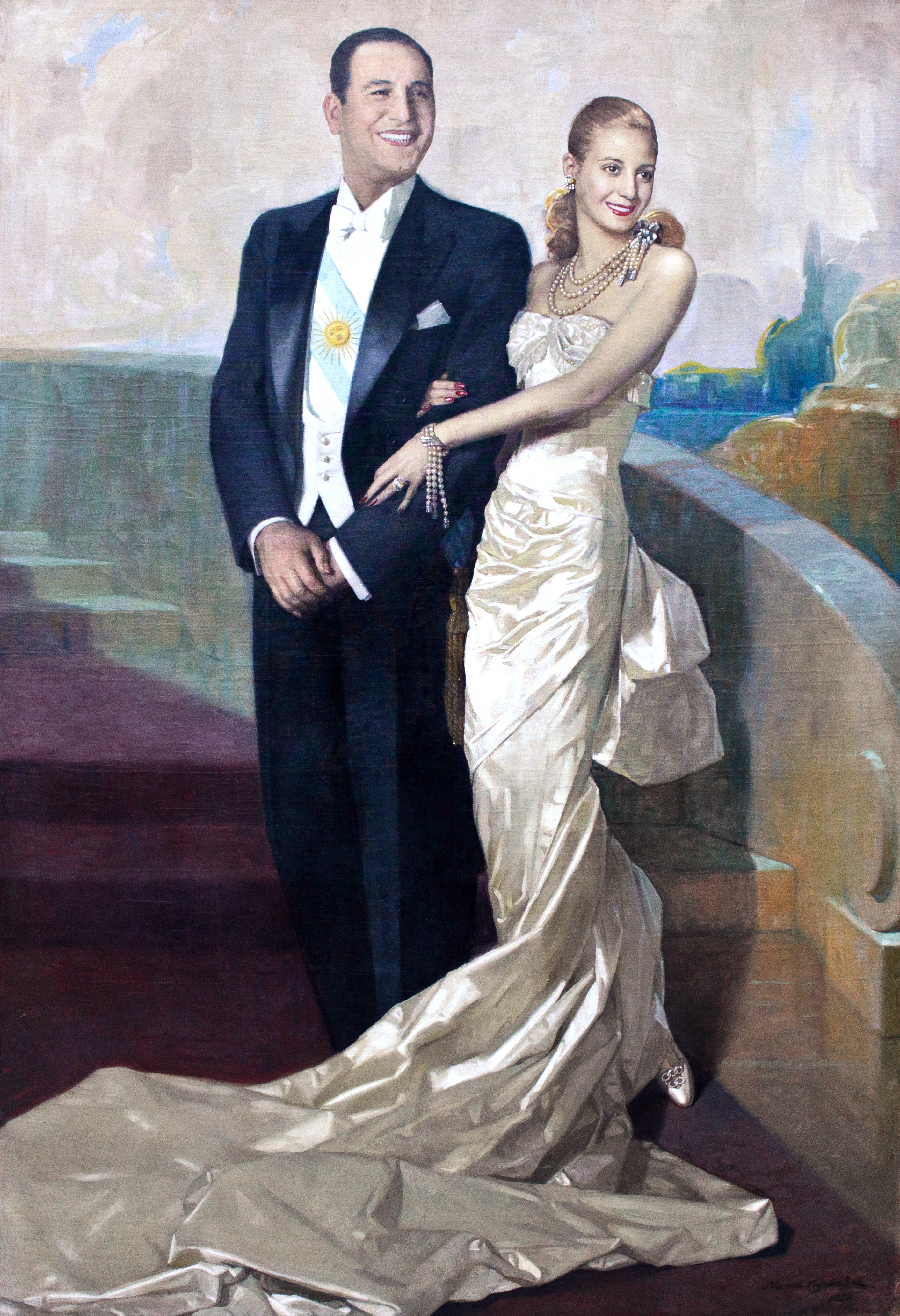
Eva Perón con un vestido de Jacques Fath en un retrato presidencial de 1948 por Numa Ayrinhac
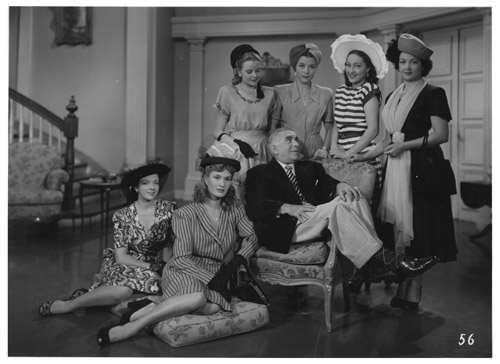
Imagen de la película Maridos modernos de 1948
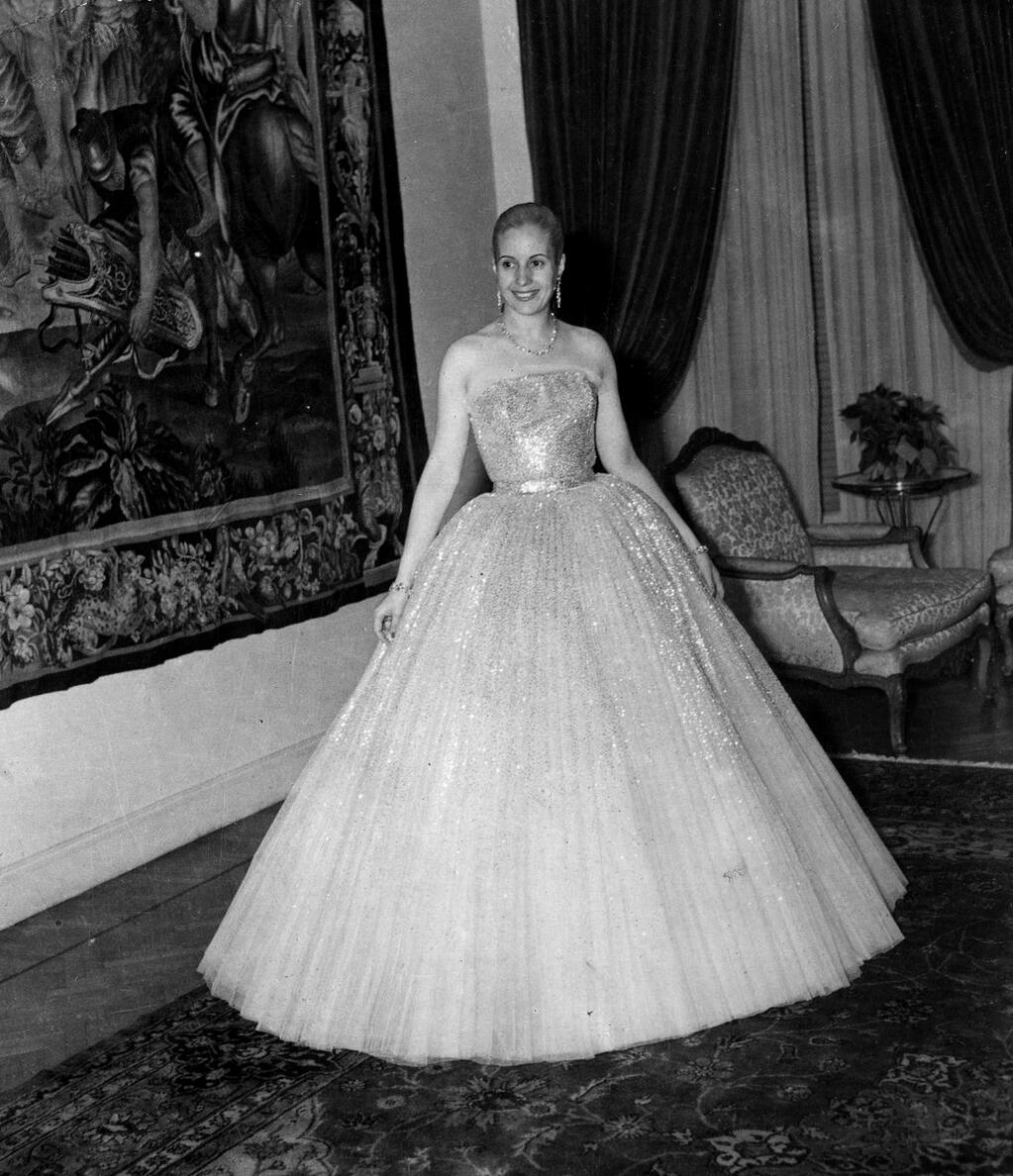
Eva Perón en el Teatro Colón en 1949, con un vestido de gala de Christian Dior
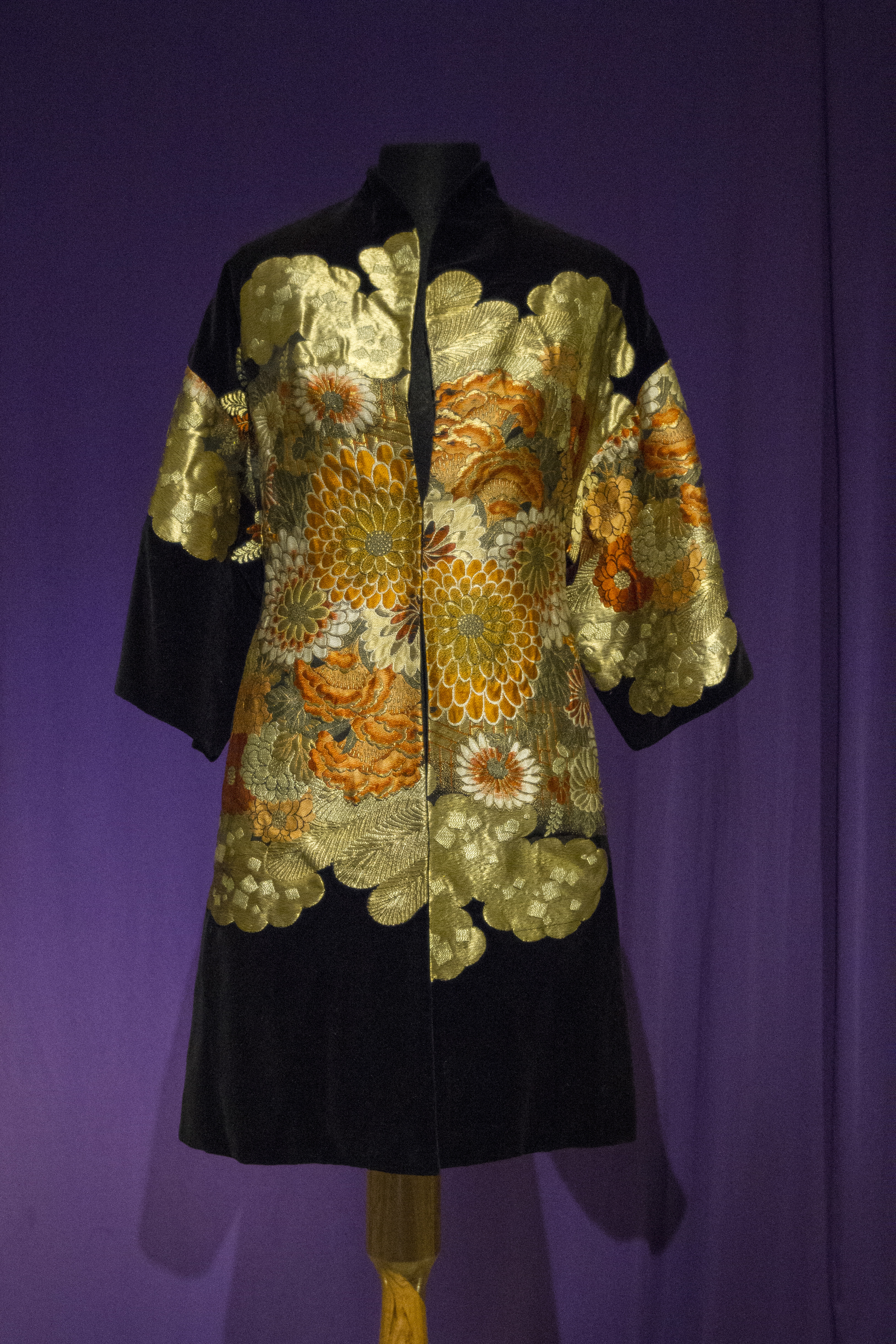
Chaqueta de terciopelo de algodón diseñada por Fridl Loos, ca. 1950, exhibida en el Museo Nacional de la Historia del Traje
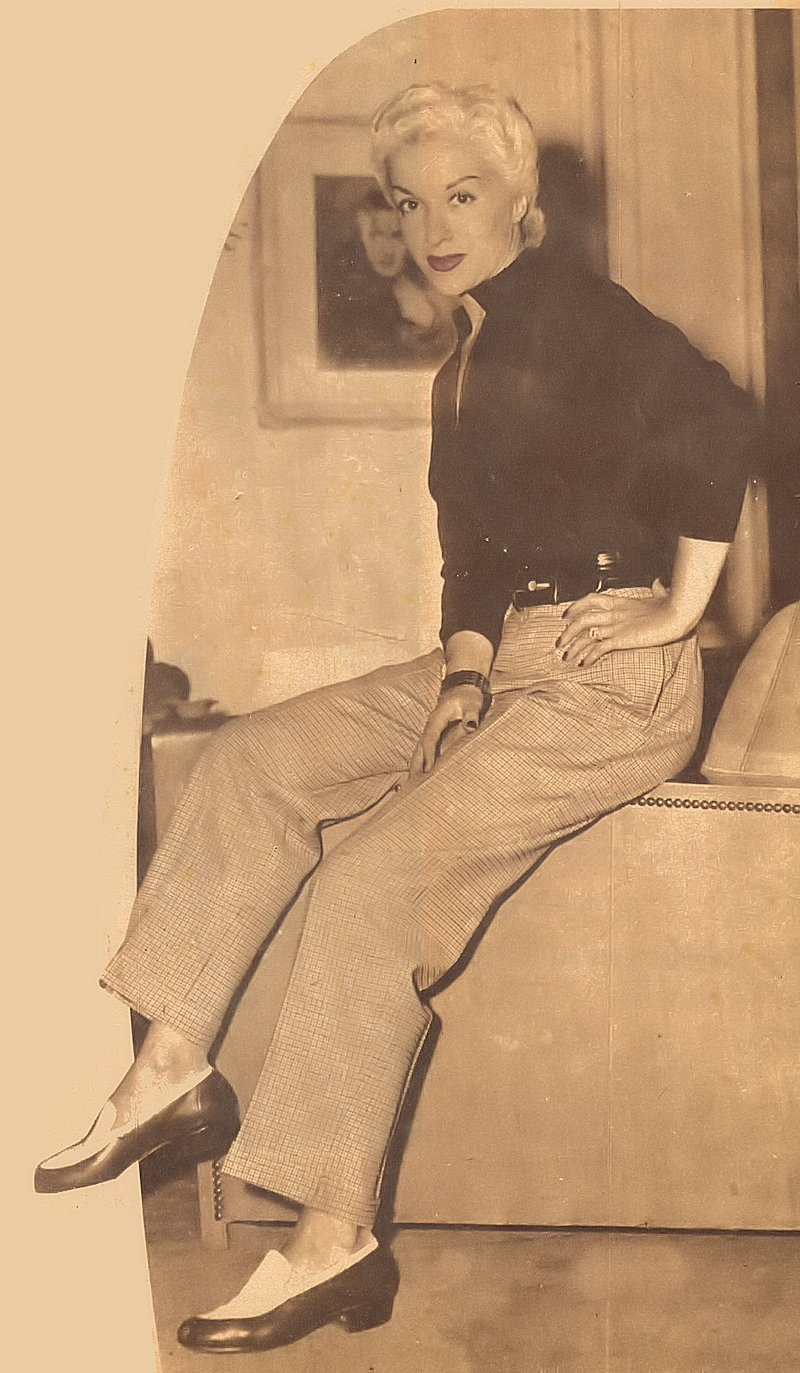
La actriz Elina Colomer usando pantalones en 1953
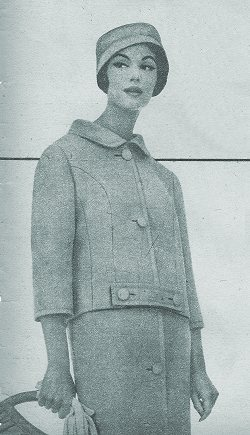

#### Década de 1960
A comienzos de la década, los jeans se volvieron emblema de la contracultura y la adopción de esta prenda por los jóvenes fue arrolladora. El Instituto Di Tella, fundado en 1958, fue el epicentro de la vanguardia artística argentina de los años 1960, durante la dictadura autodenominada Revolución Argentina. Con las creaciones de artistas del instituto como Dalila Puzzovio, Delia Cancela y Pablo Mesejean, entre otros, creció la alianza entre la moda y el arte en la década. Nacha Guevara, una de las animadoras del Di Tella, recuerda: "Todo era muy particular ahí, la gente que iba, cómo se vestía", y "te llevaban presa por ir de minifalda". El cabello largo en los hombres también ponía nerviosa a la policía. Argentina, que siempre había tenido como referente a la moda europea, comenzó a identificarse con los Estados Unidos durante la década de 1960. Bárbara Brizzi, museóloga y coordinadora general del Museo del Traje de Buenos Aires, declaró que en estos años "el 'gaucho look' lanzado en Buenos Aires por Medora Manero y la doble plataformas de Dalila Puzzovio marcaron tendencia en todo el mundo". Mary Tapia, una diseñadora tucumana, trabajó extensivamente durante la década con el barracán, un textil creado por los collas. Su desfile inaugural, llamado Pachamama pret-a-porter, se realizó en el Di Tella en 1967, recibiendo elogios de Jorge Romero Brest y una invitación para presentarse en París por el Fondo Nacional de las Artes.
La periodista Cecilia Absatz recuerda "En ese tiempo llegaron los jeans para cambiar el mundo. Se olía diversión en el aire y la gente comenzaba a vestirse en consecuencia: la ropa es un lugar extraordinario cuando se trata de provocar y desobedecer. [...] En esa época, vestirse para ir a una fiesta también era un acto de inventiva e interrogación artística. Rosa Baylon fue un importante personaje en la moda porteña de aquella época, con su boutique Madame Frou Frou con una éstetica basada en el Swinging London. Sus diseños eran usados por celebridades como Graciela Borges y Marilú Marini —quienes vistieron sus vestidos hechos con voile o chiffon, con volados y escotes bautizados "Súper Bizcocho"— y Litto Nebbia, Alejandro Medina y Pappo —quienes usaron sus camisas con estampas psicodélicas. La periodista y amiga de la diseñadora, Felisa Pinto, la recuerda: "No pertenecía al Di Tella ni a ningún circuito pero inmediatamente los artistas la adoraron. Ella nunca seguía las tendencias, en todo caso se burlaba y las exageraba. En cada uno de sus actos había una búsqueda del goce y la coquetería." Dentro de la Galería del Este, donde se encontraba Madame Frou Frou, también estaban los locales de Medora Manero y Mary Tapia.

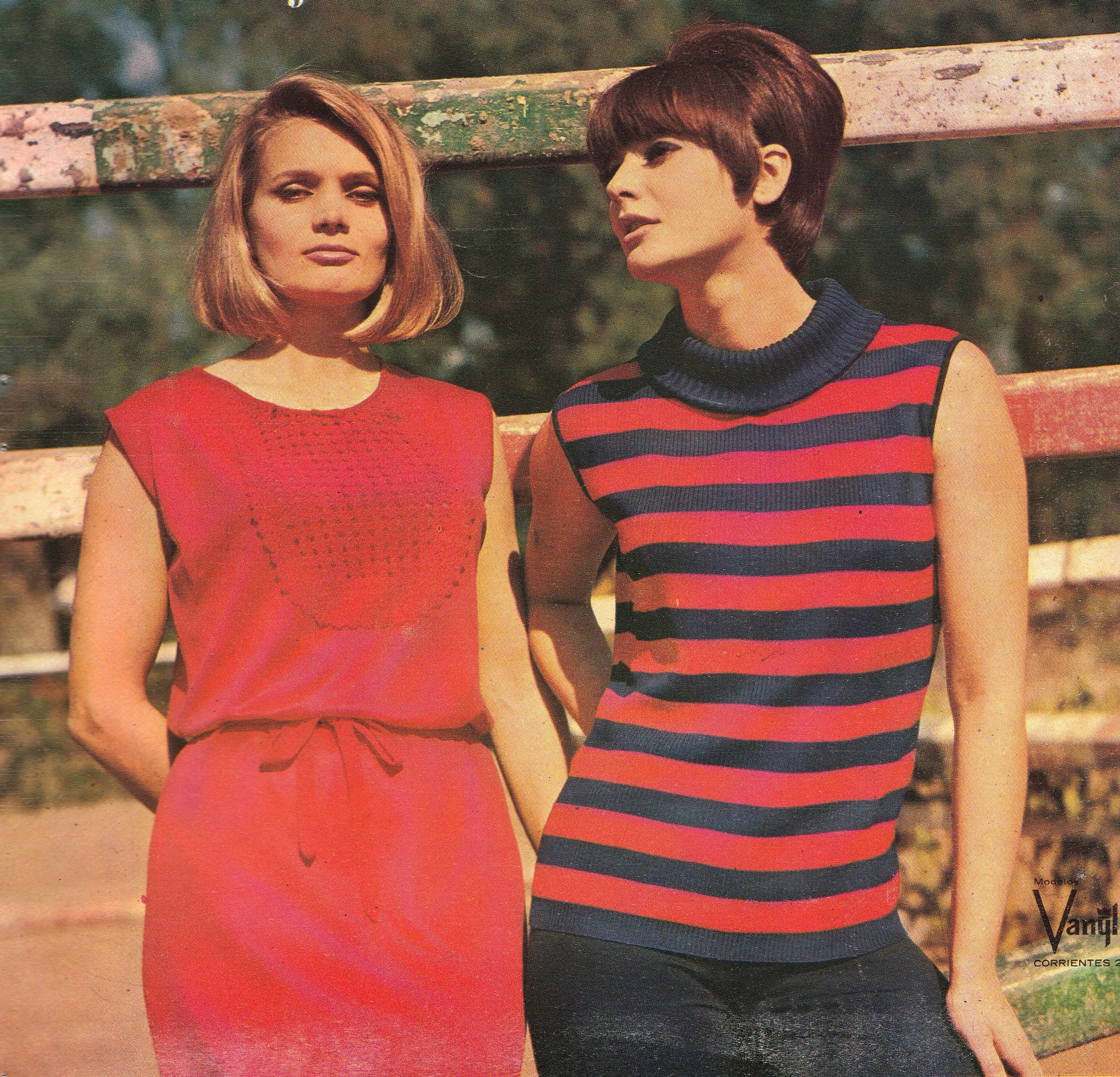
Las modelos Chunchuna Villafañe y Vilma Berlin en una publicidad para Prendas Rhodiane, circa 1965.
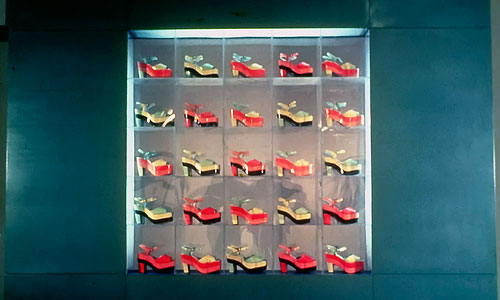
Doble Plataforma (1967), de Dalila Puzzovio en el Instituto Di Tella. Con esta obra, Puzzovio expresó la fuerza de la mezcla entre arte y moda.
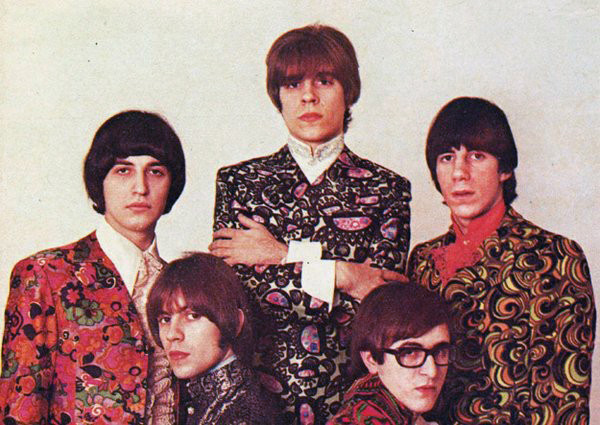
Los Gatos en 1967, con claras influencias de The Beatles, tanto en sus peinados como en sus camisas con estampas de cachemira, popular en la creciente cultura psicodélica.
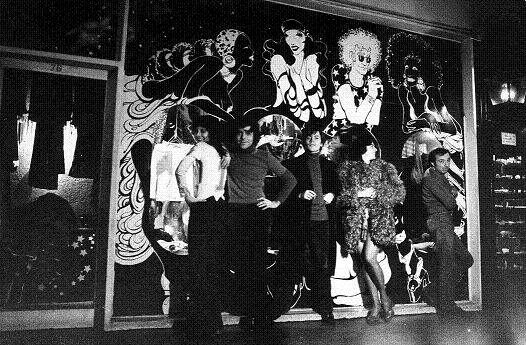
Jóvenes porteños en frente una pintura de Daniel Melgarejo en la Galería del Este, donde estaba ubicado Madame Frou Frou.
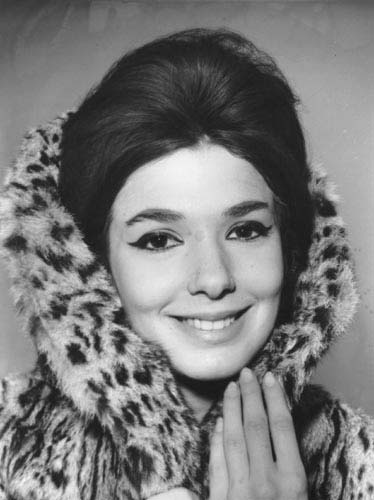
La actriz Graciela Borges, ícono de la moda de los años 60, con peinado bouffant y delineador de ojos en forma de alas.
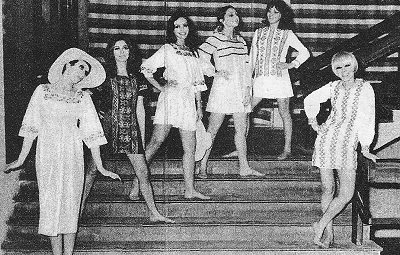
Las diseñadoras Mary Tapia y Marta Carlinsky presentando una colección de prendas realizadas con ao po'i, 1968.
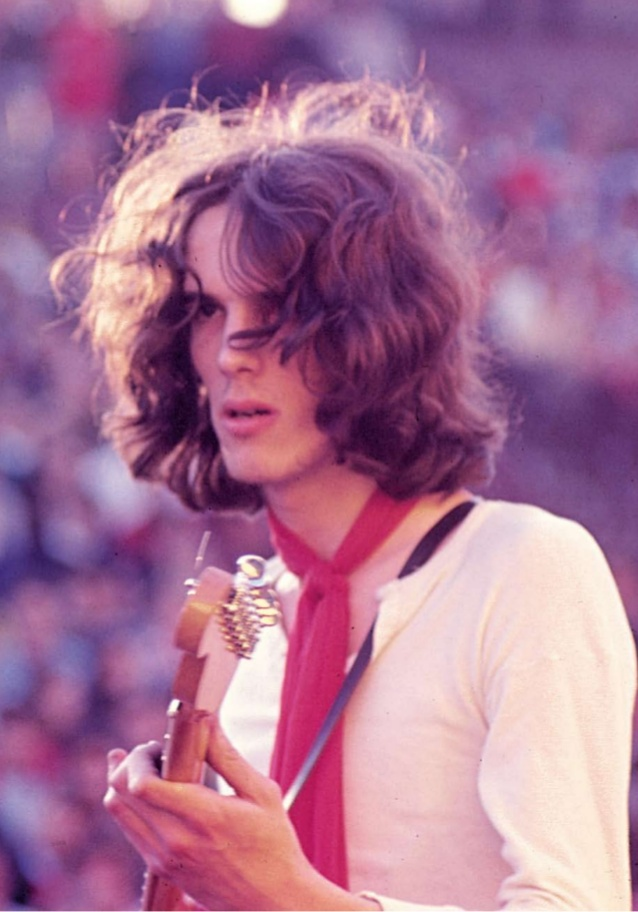
Luis Alberto Spinetta tocando con Almendra en 1969, mostrando la influencia del movimiento hippie en la vestimenta juvenil.
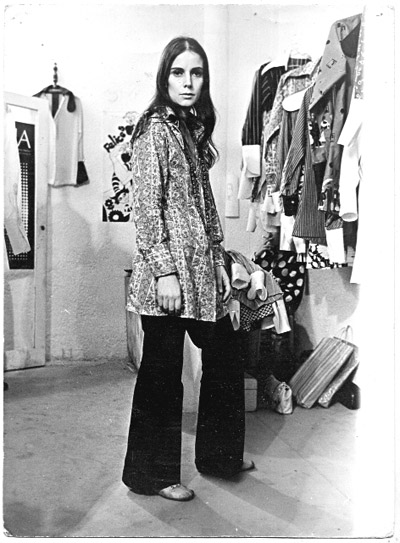
Rosa Baylon en su boutique Madame Frou Frou, popular entre la juventud contracultural porteña de los años 1960.
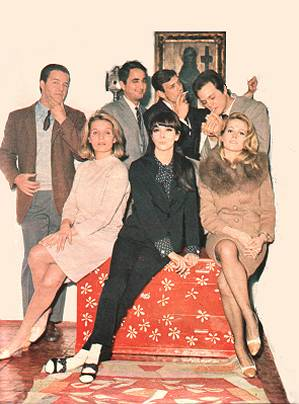
En los años 1960 se crea la Asociación de Modelos Argentinos, aquí posando para Gente en 1967. Arriba: Hugo Puigrós, Jorge Lezama, Eduardo Murchio y Horacio Bustos. Abajo: Chunchuna Villafañe, Marta Cerain y Karin Pistarini.

#### Década de 1970
Suéteres de Dalila Puzzovio y los vestidos “retro” de Gatti son furor. Telas pintadas a mano por Rosa Gálvez y Manuel Lamarca reinan hasta 1975. La moda deco y revival en Buenos Aires se encuentra en la boutique de Diba´s, boutique a la manera de París, como Clocharde, La tartana, entre otras. Hacia el fin de la década se produce una invasión de marcas de Taiwán que compiten con una alicaída industria textil en la época Martínez de Oz.
Entre las líneas de los setenta se puede identificar el folk, look superpuesto de Kenzo, el pret a porter, moda gatsby, moda safari, color beige o tierra, pollera amplia o look ruso de Saint Laurent, el hotpant, la maxifalda, botas altas acordonadas, blusas ajustadas, el unisex y los pantalones “pata de elefante”; hacia 1975 aparece la moda retro.

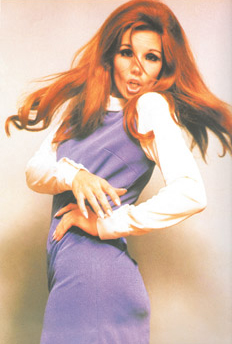
Susana Giménez en 1970, exclamando su famoso "¡Shock!", que la volvió famosa.
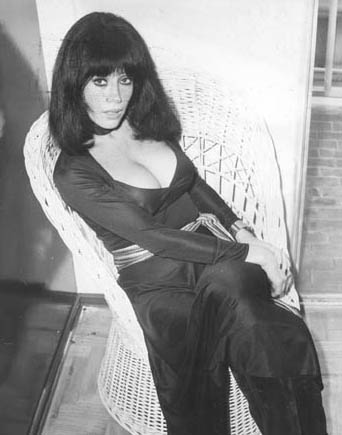
Moria Casán en 1975.

#### Década de 1980
En 1980, la moda trajo consigo cambios muy positivos. El nuevo estilo se caracterizaba por el uso de ropa interior visible, ya sea sobre una remera, debajo de una remera translúcida o tirantes de encaje visibles. Esta nueva moda fue altamente controversial volviéndose un sinónimo de liberación para las mujeres, ya que antiguamente usar la ropa interior así les daba aspecto de una mujer desarreglada. Gracias a esta tendencia, las mujeres de hoy pueden vestir remeras cómodas sin tener que preocuparse por las transparencias o los tirantes de los corpiños.
Galería

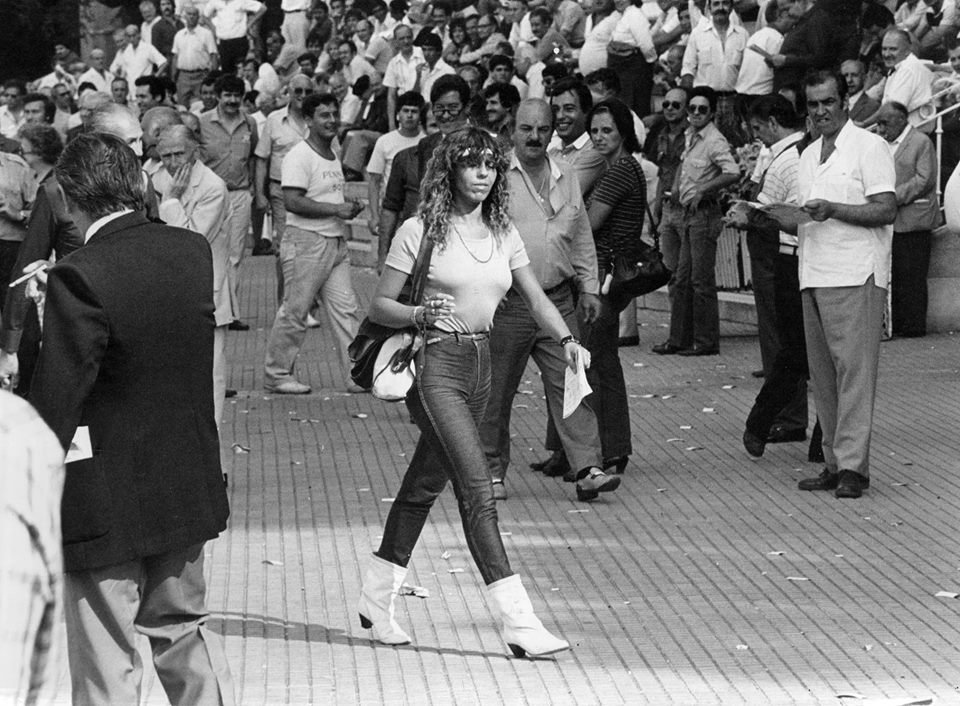
Una chica en el Hipódromo Argentino de Palermo en 1983
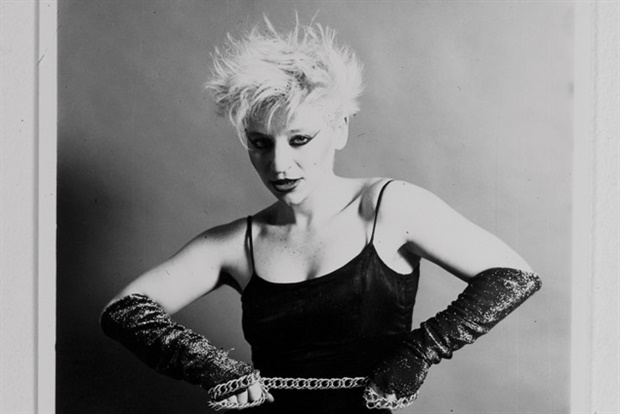
La actriz y cantante del underground Divina Gloria en 1984
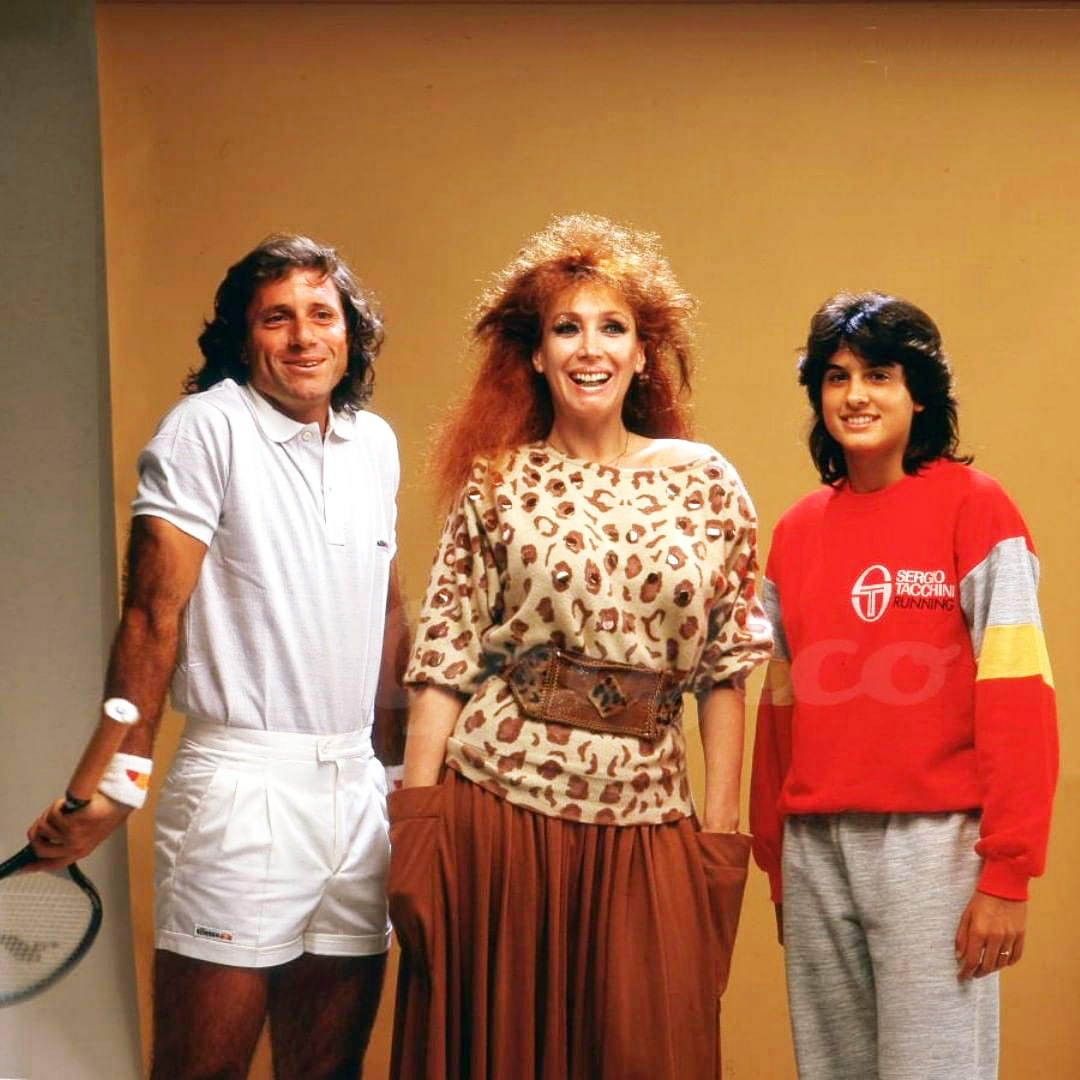
Guillermo Vilas, Moria Casán y Gabriela Sabatini en 1985
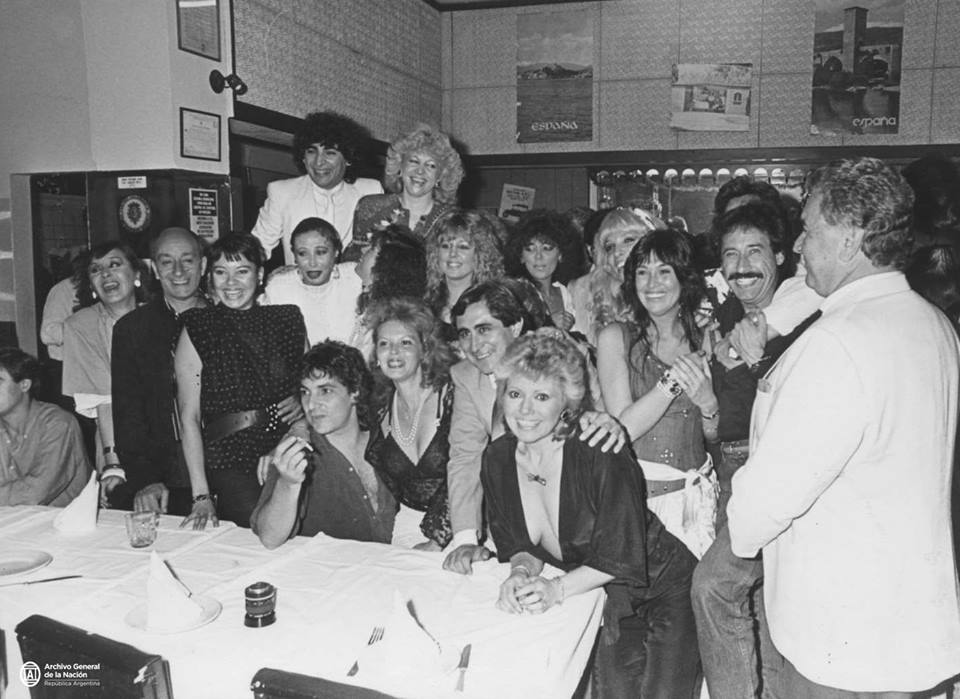
Una reunión de artistas en 1985
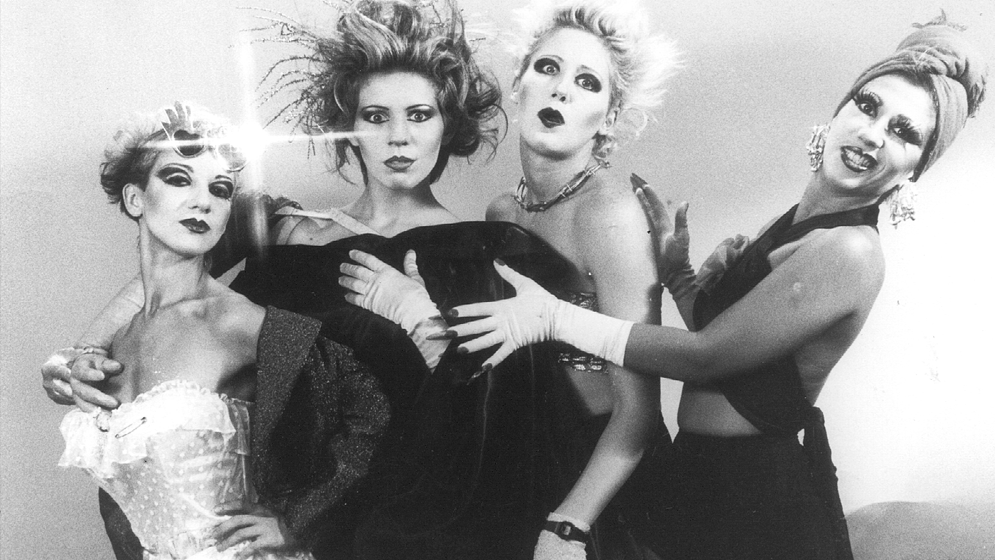
El grupo teatral underground Las Gambas al Ajillo, c. 1986
Soda Stereo en 1986
Símbolos sexuales de los ochenta posando para la revista Gente en 1986
Charly García fotografíado por Alejandro Kuropatwa en 1989

#### Década de 1990
Esta época se basaba en la variedad y no en una tendencia específica y duradera. La gente trataban de ponerse lo que le hiciera sentirse más cómoda, sin darle mucha importancia a la opinión de los demás o a las tendencias, porque se había llegado a la conclusión de que no había una verdadera libertad. Las remeras de grupos musicales se volvieron populares así como el cabello suelto. La gran innovación fue la aparición de los pírsines, tatuajes y pinturas de pelo.
Galería

### 

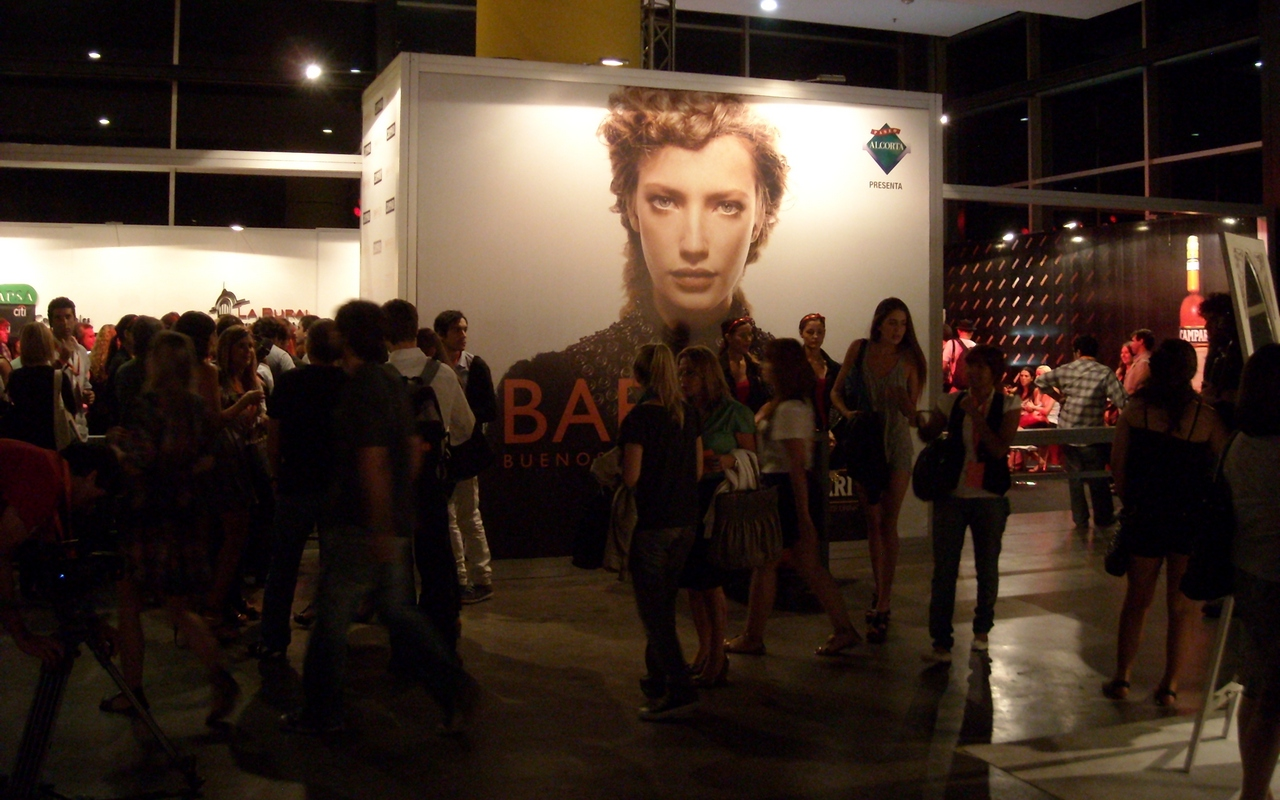
Cartel con Milagros Schmoll en BAFWEEK 2010.

### sigloXXI

#### Año 2000
En el 2000 la moda se ha ido asociando y cambiando según las distintas tribus urbanas, que constituyen un modo de vivir, una determinada actitud para la vida y que generalmente hacen referencia a la juventud. La pertenencia a uno de estos grupos se hace evidente en la ideología, la música, el modo de vida y también en la apariencia, siendo el consumo de determinadas marcas de ropa, el uso de ciertas prendas o colores, distintivos propios de las distintas tribus. Los hombres tanto como las mujeres adoptan el chándal para todo tipo de trabajo u ocasión. Las mujeres usan borcegos, suecos o sandalias. Se volvió a los 80, está de moda el estampado floreado. Se usan los shorts, polleras, y pantalones tiro bajo al estilo Britney y por supuesto las minifaldas.Se usan cinturones de metal o cadenas para resaltar el corte a la cadera, es común que la ropa interior se llegara a ver por lo bajo del tiro, las remeras son cortas o se anudan dejando una parte de la panza al descubierto, en el pelo como accesorio se utilizan las hebillas de flores hechas en telas de colores vibrantes que llaman sumamente la atención.

#### Década de 2010
Los hombres implementan el escote en V junto con pantalones chupines y zapatillas de marca. Los pantalones blancos en los hombres son sensación, tanto como las camisas abiertas con una remera debajo y arremangadas. Se usa la remera adentro de la parte de la hebilla del cinturón y lo demás afuera, mostrando así una moda rebelde. También es muy normal que al hombre se le vea la tira de arriba de los bóxer o más.

#### Actualidad
En la actualidad nace un nuevo movimiento, las tendencias ahora orientan la moda en Argentina a continuar la búsqueda cada vez más intensa de la originalidad. Luego de una fuerte crisis y en una economía totalmente globalizada, el sueldo no es suficiente, es necesario encontrar nuevas formas de progreso. Comienza así el diseño independiente, llamando así a pequeñas prendas únicas realizadas por profesionales de la moda o artistas al precio de cualquier marca reconocida. Además, marcas pioneras tales como El Poeta Celoso invaden el mercado con el diseño en estampado a pedido de forma masiva, mediante catálogos para revendedores, y alcanzando a todo el país gracias a los nuevos medios de envío, comunicaciones y ventas en línea, y a las últimas tecnologías en estampado digital. Se convierten, de esta manera, en los reyes de la vanguardia de indumentaria, colaborando con la evolución de la moda nacional.

## El traje de boda

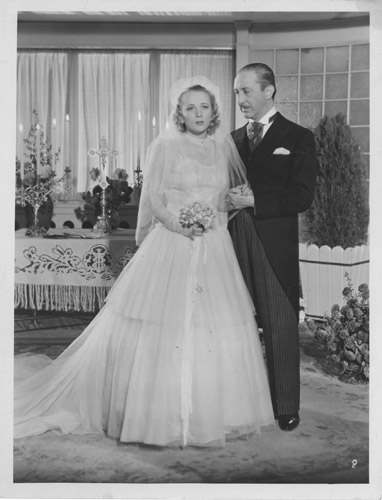
Paulina Singerman y Rafael Frontaura en Hay que casar a Paulina, 1944.

### La silueta femenina entre 1870 y 1890
Después de 1870, para seguir las fluctuaciones de la moda, sería preciso hacer la crónica de ellas año tras año. El vestido bruscamente echado hacia atrás, sube en forma de polisón encima de un ahuecador, una “semi – jaula” emballenada cuyo volumen entre 1860 y 1890 va cambiando hasta desaparecer.
Casi al mismo tiempo, reaparecen las polonesas (una reminiscencia del vestido Luis XVI):la falda “de encima” forma, por detrás, una cola más o menos larga, orillada por volantes plisados, bandas de encaje o pasamanería al que se llamó estilo tapicero, evocando los salones de moda llenos de cortinajes, almohadillados, etc.
Estamos en plena época victoriana: la elección del vestido, de su escote, cola de la falda y sus telas de ejecución, están sometidos a verdaderos ritos de los que apartarse, es prueba de falta de educación. Se observan entonces diferenciaciones muy estrictas entre los trajes según la hora y las circunstancias: mañana, visitas íntimas o de ceremonia, comida íntima, comida con invitados, baile, teatro, etc.
Por otra parte, ciertos tejidos como el raso, ciertos adornos como las pieles y las joyas de valor, no se admiten para las jóvenes.

### El traje del novio
El esposo, esa persona elegida que espera desde lejos y fuera de la atención de los invitados, la sorpresa de ver, finalmente, aquel vestido que le fue celosamente vedado conocer hasta entonces, también está especialmente engalanado para esa efímera puesta.
Durante el siglo XIX, especialmente en la época victoriana, la etiqueta estipulaba cual era el atuendo que debían elegir los caballeros, ya fuera si el casamiento se realizaba por la mañana o por la noche. De esta manera, si la boda era antes del mediodía, los hombres, novio y padrinos, debían lucir jaquet, y si se hacía por la tarde o por la noche: frac. Adornando sus solapas con un bouquet de azahares a juego con el ramo de la novia; siempre y cuando, el novio no fuera militar, en cuyo caso, debía usar su uniforme de gala.

## Christian Dior
Hacia fines de la década de 1930, los adornos del vestido se simplificaron grandemente y se alcanzó el estilo que perduraría durante los años de guerra.
La pollera volvía a ser más corta y cubría las rodillas. También era más estrecha y daba un aspecto de seriedad.
Contribuían a trasmitir esta impresión, las chaquetas y tapados con grandes hombreras y cinturones que daban a la figura femenina gran empaque, pero masculinizaban la silueta reflejando el estilo militar de aquellos años. A esto se sumaban las plataformas que se habían añadido a zapatos y sandalias de vestir y de calle.
Hubo una creciente escasez de materiales y muchas mujeres debieron arreglar su propia ropa.
La alta costura se estancó. Muchas firmas cerraron al estallar la guerra.
Para la consumidora media lo más importante era saber trucos que le permitieran reformar el vestuario que poseía y alargarle la vida. Deseaba saber cómo se podía arreglar el vestido viejo para seguir llevándolo o cómo se podía adaptar como abrigo femenino una chaqueta de caballero.
Mucho tiempo después de acabada la guerra, estas habilidades seguían siendo de vital importancia para toda mujer que tuviera presente la moda, pero no dispusiera de medios para comprarla. Al final de la década, Christian Dior, abrió nuevos caminos con su new look.

## Deportes y vestimenta sport masculina
La ropa sport o deportiva hace su aparición en las últimas décadas del siglo XIX, cuando comienza a difundirse la práctica del deporte en las burguesías europeas y, sobre todo, en el mundo anglosajón.
Pero es en los años '20 cuando su uso se extiende a todo tipo de actividades, lo que hoy llamaríamos vestimentacasual, con un estilo más desestructurado y relajado.
Los grandes diseñadores no fueron ajenos y crearon prendas acordes para esta nueva tendencia.
Los hombres fueron los primeros en adoptarla, y se puede decir, que si la cuna de la moda femenina fue París, la de la moda masculina fue Londres.
En las décadas de 1950 y 1960 con la difusión y el uso del jean entre los jóvenes de toda la pirámide social, la ropasport invade todas las horas y actividades del día.
A partir de allí, también los adultos adoptan el estilo sport para el weekend.
Hoy en día, las grandes empresas, bancos, etc., aceptan el uso de la vestimenta casual entre sus empleados, no sólo los que hacen tareas internas sino también para los que están en atención al público.

## La moda infantil
Hacia la mitad del siglo XIX, se menciona por primera vez, una moda infantil en las revistas de modas. Abarca, sobre todo, el traje de los más chiquitos, para quienes los sastres especializados, empiezan a proponer modelos creados para ellos.
Hasta los 5 o 6 años, los varones llevan siempre polleras tableadas sujetas al cuerpo del vestido y abiertas y abotonadas en el frente.
A los 7 u 8 años, una chaqueta y un pantalón ceñido, sujetado encima de la rodilla con botones.
En cuanto a las nenas, los vestidos dejan de ser la copia exacta del de sus madres.
Periódicamente, surgieron blusas rusas y vestiditos escoceses, pero sobre todo, el traje marinero, cuyo uso duró largo tiempo, siendo adoptado por niñas y niños por igual.
Tuvo su origen alrededor del 1860, con una forma muy parecida a la que tendría en el siglo XX, con los cuellos cuadrados bordeados con un galón blanco que se abría en punta encima de una pechera lisa o rayada, e iba acompañado de pantalones rectos, cortos o largos, o de una pollera tableada en el caso de las nenas.
A partir de este traje, los niños estaban, en 1914, todavía muy lejos de que se los vistiera con las prendas blandas y cómodas que llegaron con la moda del género de punto y las telas elásticas.
Sin embargo, la transformación de los trajes infantiles se limitó a seguir las formas, cada vez más simplificadas de la indumentaria de los adultos.